# Troisième district congressionnel du Nouveau-Mexique
Le 3e district congressionnel du Nouveau-Mexique dessert la moitié nord du Nouveau-Mexique, y compris la capitale de l'État, Santa Fe. Le district a une présence amérindienne importante, englobant la majeure partie de la partie du Nouveau-Mexique de la Nation Navajo, située dans le coin nord-ouest de l'État, et la plupart des réserves des peuples Puebloans. La Représentante actuelle est la Démocrate Teresa Leger Fernandez.

## Histoire
Le district a été créé à la suite du cycle de redécoupage après le recensement de 1980. Ben Ray Luján, élu à ce siège en 2008, s'est présenté avec succès au Sénat des États-Unis en 2020, laissant le siège ouvert. La candidate Démocrate Teresa Leger Fernandez a battu le Républicain Alexis Johnson aux élections générales de 2020.

## Historique de vote
Résultats selon les frontières actuelles (depuis 2023) :
| Année | Poste      | Résultats                      |
| ----- | ---------- | ------------------------------ |
| 2016  | Président  | Clinton 49,9 % – 39,5 %        |
| 2018  | Gouverneur | Lujan Grisham 58,7 % - 41,83 % |
| 2018  | Sénat      | Heinrich 55,6 % - 29,6 %       |
| 2020  | Président  | Biden 54,3 % - 43,6 %          |
| 2020  | Sénat      | Ray Luján 53,0 % - 44,6 %      |

Résultats selon les anciennes frontières (2013 - 2023) :
| Année | Poste      | Résultats                     |
| ----- | ---------- | ----------------------------- |
| 2008  | Président  | Obama 61,0 % - 38,0 %         |
| 2012  | Président  | Obama 57,0 % - 39,0 %         |
| 2016  | Président  | Clinton 52,0 % - 37,0 %       |
| 2018  | Sénat      | Heinrich 57,0 % - 27,0 %      |
| 2018  | Gouverneur | Lujan Grisham 57,0 % - 40,0 % |
| 2020  | Président  | Biden 57,0 % - 40,0 %         |

Résultats selon les anciennes frontières (2003 - 2013) :
| Année | Poste     | Résultats             |
| ----- | --------- | --------------------- |
| 2000  | Président | Gore 52,0 % - 43,0 %  |
| 2004  | Président | Kerry 54,0 % - 45,0 % |
| 2008  | Président | Obama 61,0 % - 38,0 % |

## Liste des Représentants du district
| Membre                             | Parti       | Années                           | Congrès     | Histoire électorale | Zone géographique |
| ---------------------------------- | ----------- | -------------------------------- | ----------- | --- | --- |
| District établit le 3 janvier 1983 |             |                                  |             | | |
| Bill Richardson                    | Démocrate   | 3 janvier 1983 - 13 février 1997 | 98e - 105e  | Élu en 1982. Réélu en 1984. Réélu en 1986. Réélu en 1988. Réélu en 1990. Réélu en 1992. Réélu en 1994. Réélu en 1966. Démissionne pour devenir Ambassadeur des États-Unis aux Nations-Unies. | 1983–1993 Catron, Cibola, Colfax, Harding, Los Alamos, McKinley, Mora, Rio Arriba, Sandoval, San Juan, San Miguel, Santa Fe, Socorro, Taos et Valencia                                       |
| Bill Richardson                    | Démocrate   | 3 janvier 1983 - 13 février 1997 | 98e - 105e  | Élu en 1982. Réélu en 1984. Réélu en 1986. Réélu en 1988. Réélu en 1990. Réélu en 1992. Réélu en 1994. Réélu en 1966. Démissionne pour devenir Ambassadeur des États-Unis aux Nations-Unies. | 1993–2003 Colfax, Curry, Harding, Los Alamos, McKinley, Mora, Quay, Rio Arriba, Roosevelt, San Juan, San Miguel, Taos et Union, et des parties de Bernalillo, Cibola, Sandoval et Santa Fe   |
| Vacant                             | Vacant      | 13 février 1997 - 13 mai 1997    | 105e        | | |
| Bill Redmond (en)                  | Républicain | 13 mai 1997 - 3 janvier 1999     | 105e        | Élu pour terminer le mandat de Richardson. Perd sa réélection. | |
| Tom Udall                          | Démocrate   | 3 janvier 1999 - 3 janvier 2009  | 106e - 110e | Élu en 1998. Réélu en 2000. Réélu en 2002. Réélu en 2004. Réélu en 2006. Retrait pour se présenter comme Sénateur des États-Unis.                                                            | |
| Tom Udall                          | Démocrate   | 3 janvier 1999 - 3 janvier 2009  | 106e - 110e | Élu en 1998. Réélu en 2000. Réélu en 2002. Réélu en 2004. Réélu en 2006. Retrait pour se présenter comme Sénateur des États-Unis.                                                            | 2003–2013 Colfax, Curry, Harding, Los Alamos, Mora, Quay, Rio Arriba, Roosevelt, San Juan, San Miguel, Santa Fe, Taos et Union, et des parties de Bernalillo, McKinley, Sandoval             |
| Ben Ray Luján                      | Démocrate   | 3 janvier 2009 - 3 janvier 2021  | 111e - 116e | Élu en 2008. Réélu en 2010. Réélu en 2012. Réélu en 2014. Réélu en 2016. Réélu en 2018. Retrait pour se présenter comme Sénat des États-Unis.                                                | |
| Ben Ray Luján                      | Démocrate   | 3 janvier 2009 - 3 janvier 2021  | 111e - 116e | Élu en 2008. Réélu en 2010. Réélu en 2012. Réélu en 2014. Réélu en 2016. Réélu en 2018. Retrait pour se présenter comme Sénat des États-Unis.                                                | 2013–2023 Colfax, Curry, Harding, Los Alamos, Mora, Quay, Rio Arriba, San Juan, San Miguel, Taos, et Union, et des parties de Bernalillo, McKinley, Roosevelt, Sandoval et Santa Fe          |
| Teresa Leger Fernandez             | Démocrate   | 3 janvier 2021 - présent         | 117e , 118e | Élue en 2020. Réélue en 2022. | |
| Teresa Leger Fernandez             | Démocrate   | 3 janvier 2021 - présent         | 117e , 118e | Élue en 2020. Réélue en 2022. | 2023–Présent Colfax, Curry, Harding, Los Alamos, Mora, Quay, Rio Arriba, Roosevelt, San Juan, San Miguel, Taos, et Union, et des parties de Chaves, Eddy, Lea, McKinley,Sandoval et Santa Fe |

## Résultats des récentes élections
Voici les résultats des dix précédents cycles électoraux dans le district.

## Frontières historique du district

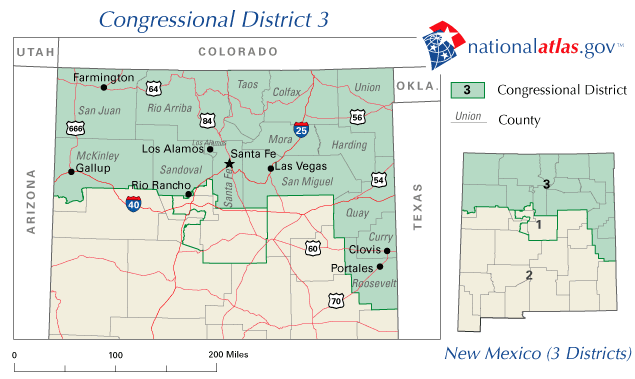
2003 - 2013

### 2004
| Élection de 2004 du 3e district congressionnel du Nouveau-Mexique | Élection de 2004 du 3e district congressionnel du Nouveau-Mexique | Élection de 2004 du 3e district congressionnel du Nouveau-Mexique | Élection de 2004 du 3e district congressionnel du Nouveau-Mexique | Élection de 2004 du 3e district congressionnel du Nouveau-Mexique |
| ----------------------------------------------------------------- | ----------------------------------------------------------------- | ----------------------------------------------------------------- | ----------------------------------------------------------------- | ----------------------------------------------------------------- |
| Parti                                                             | Parti                                                             | Candidat                                                          | Votes                                                             | %                                                                 |
|                                                                   | Démocrate                                                         | Tom Udall (sortant)                                               | 175 269                                                           | 68,68                                                             |
|                                                                   | Républicain                                                       | Gregory M. Tucker                                                 | 79 935                                                            | 31,32                                                             |
| Total des votes                                                   | Total des votes                                                   | Total des votes                                                   | 255 204                                                           | 100%                                                              |
|                                                                   | Les Démocrates conservent                                         |                                                                   |                                                                   |                                                                   |

### 2006
| Élection de 2006 du 3e district congressionnel du Nouveau-Mexique | Élection de 2006 du 3e district congressionnel du Nouveau-Mexique | Élection de 2006 du 3e district congressionnel du Nouveau-Mexique | Élection de 2006 du 3e district congressionnel du Nouveau-Mexique | Élection de 2006 du 3e district congressionnel du Nouveau-Mexique |
| ----------------------------------------------------------------- | ----------------------------------------------------------------- | ----------------------------------------------------------------- | ----------------------------------------------------------------- | ----------------------------------------------------------------- |
| Parti                                                             | Parti                                                             | Candidat                                                          | Votes                                                             | %                                                                 |
|                                                                   | Démocrate                                                         | Tom Udall (sortant)                                               | 144 880                                                           | 74,64                                                             |
|                                                                   | Républicain                                                       | Ronald M. Dolin                                                   | 49 219                                                            | 25,36                                                             |
| Total des votes                                                   | Total des votes                                                   | Total des votes                                                   | 194 099                                                           | 100%                                                              |
|                                                                   | Les Démocrates conservent                                         |                                                                   |                                                                   |                                                                   |

### 2008
| Élection de 2008 du 3e district congressionnel du Nouveau-Mexique | Élection de 2008 du 3e district congressionnel du Nouveau-Mexique | Élection de 2008 du 3e district congressionnel du Nouveau-Mexique | Élection de 2008 du 3e district congressionnel du Nouveau-Mexique | Élection de 2008 du 3e district congressionnel du Nouveau-Mexique |
| ----------------------------------------------------------------- | ----------------------------------------------------------------- | ----------------------------------------------------------------- | ----------------------------------------------------------------- | ----------------------------------------------------------------- |
| Parti                                                             | Parti                                                             | Candidat                                                          | Votes                                                             | %                                                                 |
|                                                                   | Démocrate                                                         | Ben Ray Lujan                                                     | 161 292                                                           | 56,74                                                             |
|                                                                   | Républicain                                                       | Daniel K. East                                                    | 86 618                                                            | 30,47                                                             |
|                                                                   | Indépendant                                                       | Carol Miller                                                      | 36 348                                                            | 12,79                                                             |
| Total des votes                                                   | Total des votes                                                   | Total des votes                                                   | 284 258                                                           | 100%                                                              |
|                                                                   | Les Démocrates conservent                                         |                                                                   |                                                                   |                                                                   |

### 2010
| Élection de 2010 du 3e district congressionnel du Nouveau-Mexique | Élection de 2010 du 3e district congressionnel du Nouveau-Mexique | Élection de 2010 du 3e district congressionnel du Nouveau-Mexique | Élection de 2010 du 3e district congressionnel du Nouveau-Mexique | Élection de 2010 du 3e district congressionnel du Nouveau-Mexique |
| ----------------------------------------------------------------- | ----------------------------------------------------------------- | ----------------------------------------------------------------- | ----------------------------------------------------------------- | ----------------------------------------------------------------- |
| Parti                                                             | Parti                                                             | Candidat                                                          | Votes                                                             | %                                                                 |
|                                                                   | Démocrate                                                         | Ben Ray Lujan (sortant)                                           | 120 057                                                           | 56,99                                                             |
|                                                                   | Républicain                                                       | Thomas E. Mullins                                                 | 90 621                                                            | 43,01                                                             |
| Total des votes                                                   | Total des votes                                                   | Total des votes                                                   | 210 678                                                           | 100%                                                              |
|                                                                   | Les Démocrates conservent                                         |                                                                   |                                                                   |                                                                   |

### 2012
| Élection de 2012 du 3e district congressionnel du Nouveau-Mexique | Élection de 2012 du 3e district congressionnel du Nouveau-Mexique | Élection de 2012 du 3e district congressionnel du Nouveau-Mexique | Élection de 2012 du 3e district congressionnel du Nouveau-Mexique | Élection de 2012 du 3e district congressionnel du Nouveau-Mexique |
| ----------------------------------------------------------------- | ----------------------------------------------------------------- | ----------------------------------------------------------------- | ----------------------------------------------------------------- | ----------------------------------------------------------------- |
| Parti                                                             | Parti                                                             | Candidat                                                          | Votes                                                             | %                                                                 |
|                                                                   | Démocrate                                                         | Ben Ray Lujan (sortant)                                           | 167 103                                                           | 63,12                                                             |
|                                                                   | Républicain                                                       | Jefferson L. Byrd                                                 | 97 616                                                            | 36,88                                                             |
| Total des votes                                                   | Total des votes                                                   | Total des votes                                                   | 264 719                                                           | 100%                                                              |
|                                                                   | Les Démocrates conservent                                         |                                                                   |                                                                   |                                                                   |

### 2014
| Élection de 2014 du 3e district congressionnel du Nouveau-Mexique | Élection de 2014 du 3e district congressionnel du Nouveau-Mexique | Élection de 2014 du 3e district congressionnel du Nouveau-Mexique | Élection de 2014 du 3e district congressionnel du Nouveau-Mexique | Élection de 2014 du 3e district congressionnel du Nouveau-Mexique |
| ----------------------------------------------------------------- | ----------------------------------------------------------------- | ----------------------------------------------------------------- | ----------------------------------------------------------------- | ----------------------------------------------------------------- |
| Parti                                                             | Parti                                                             | Candidat                                                          | Votes                                                             | %                                                                 |
|                                                                   | Démocrate                                                         | Ben Ray Lujan (sortant)                                           | 113 249                                                           | 61,52                                                             |
|                                                                   | Républicain                                                       | Jefferson Byrd                                                    | 70 775                                                            | 38,45                                                             |
|                                                                   | Républicain                                                       | Thomas Hook (write-in)                                            | 52                                                                | 0,03                                                              |
| Total des votes                                                   | Total des votes                                                   | Total des votes                                                   | 184 076                                                           | 100%                                                              |
|                                                                   | Les Démocrates conservent                                         |                                                                   |                                                                   |                                                                   |

### 2016
| Élection de 2016 du 3e district congressionnel du Nouveau-Mexique | Élection de 2016 du 3e district congressionnel du Nouveau-Mexique | Élection de 2016 du 3e district congressionnel du Nouveau-Mexique | Élection de 2016 du 3e district congressionnel du Nouveau-Mexique | Élection de 2016 du 3e district congressionnel du Nouveau-Mexique |
| ----------------------------------------------------------------- | ----------------------------------------------------------------- | ----------------------------------------------------------------- | ----------------------------------------------------------------- | ----------------------------------------------------------------- |
| Parti                                                             | Parti                                                             | Candidat                                                          | Votes                                                             | %                                                                 |
|                                                                   | Démocrate                                                         | Ben Ray Lujan (sortant)                                           | 170 612                                                           | 62,42                                                             |
|                                                                   | Républicain                                                       | Michael H. Romero                                                 | 102 730                                                           | 37,58                                                             |
| Total des votes                                                   | Total des votes                                                   | Total des votes                                                   | 273 342                                                           | 100%                                                              |
|                                                                   | Les Démocrates conservent                                         |                                                                   |                                                                   |                                                                   |

### 2018
| Élection de 2018 du 3e district congressionnel du Nouveau-Mexique | Élection de 2018 du 3e district congressionnel du Nouveau-Mexique | Élection de 2018 du 3e district congressionnel du Nouveau-Mexique | Élection de 2018 du 3e district congressionnel du Nouveau-Mexique | Élection de 2018 du 3e district congressionnel du Nouveau-Mexique |
| ----------------------------------------------------------------- | ----------------------------------------------------------------- | ----------------------------------------------------------------- | ----------------------------------------------------------------- | ----------------------------------------------------------------- |
| Parti                                                             | Parti                                                             | Candidat                                                          | Votes                                                             | %                                                                 |
|                                                                   | Démocrate                                                         | Ben Ray Lujan (sortant)                                           | 155 201                                                           | 63,04                                                             |
|                                                                   | Républicain                                                       | Jerald S. McFall                                                  | 76 427                                                            | 31,02                                                             |
|                                                                   | Libertarien                                                       | Christopher Manning                                               | 13 265                                                            | 5,4                                                               |
| Total des votes                                                   | Total des votes                                                   | Total des votes                                                   | 244 893                                                           | 100%                                                              |
|                                                                   | Les Démocrates conservent                                         |                                                                   |                                                                   |                                                                   |

### 2020
| Élection de 2020 du 3e district congressionnel du Nouveau-Mexique | Élection de 2020 du 3e district congressionnel du Nouveau-Mexique | Élection de 2020 du 3e district congressionnel du Nouveau-Mexique | Élection de 2020 du 3e district congressionnel du Nouveau-Mexique | Élection de 2020 du 3e district congressionnel du Nouveau-Mexique |
| ----------------------------------------------------------------- | ----------------------------------------------------------------- | ----------------------------------------------------------------- | ----------------------------------------------------------------- | ----------------------------------------------------------------- |
| Parti                                                             | Parti                                                             | Candidat                                                          | Votes                                                             | %                                                                 |
|                                                                   | Démocrate                                                         | Teresa Leger Fernandez                                            | 186 282                                                           | 58,07                                                             |
|                                                                   | Républicain                                                       | Alexis Martinez Johnson                                           | 96 565                                                            | 41,8                                                              |
| Total des votes                                                   | Total des votes                                                   | Total des votes                                                   | 230 782                                                           | 100%                                                              |
|                                                                   | Les Démocrates conservent                                         |                                                                   |                                                                   |                                                                   |

### 2022
| Primaire Démocrate de 2022 du 3e district congressionnel du Nouveau-Mexique | Primaire Démocrate de 2022 du 3e district congressionnel du Nouveau-Mexique | Primaire Démocrate de 2022 du 3e district congressionnel du Nouveau-Mexique | Primaire Démocrate de 2022 du 3e district congressionnel du Nouveau-Mexique | Primaire Démocrate de 2022 du 3e district congressionnel du Nouveau-Mexique |
| --------------------------------------------------------------------------- | --------------------------------------------------------------------------- | --------------------------------------------------------------------------- | --------------------------------------------------------------------------- | --------------------------------------------------------------------------- |
| Parti                                                                       | Parti                                                                       | Candidat                                                                    | Votes                                                                       | %                                                                           |
|                                                                             | Démocrate                                                                   | Teresa Leger Fernandez (sortante)                                           | 49 940                                                                      | 100%                                                                        |

| Primaire Républicaine de 2022 du 3e district congressionnel du Nouveau-Mexique | Primaire Républicaine de 2022 du 3e district congressionnel du Nouveau-Mexique | Primaire Républicaine de 2022 du 3e district congressionnel du Nouveau-Mexique | Primaire Républicaine de 2022 du 3e district congressionnel du Nouveau-Mexique | Primaire Républicaine de 2022 du 3e district congressionnel du Nouveau-Mexique |
| ------------------------------------------------------------------------------ | ------------------------------------------------------------------------------ | ------------------------------------------------------------------------------ | ------------------------------------------------------------------------------ | ------------------------------------------------------------------------------ |
| Parti                                                                          | Parti                                                                          | Candidat                                                                       | Votes                                                                          | %                                                                              |
|                                                                                | Républicain                                                                    | Alexis Martinez Johnson                                                        | 28 729                                                                         | 100%                                                                           |

| Élection de 2022 du 3e district congressionnel du Nouveau-Mexique | Élection de 2022 du 3e district congressionnel du Nouveau-Mexique | Élection de 2022 du 3e district congressionnel du Nouveau-Mexique | Élection de 2022 du 3e district congressionnel du Nouveau-Mexique | Élection de 2022 du 3e district congressionnel du Nouveau-Mexique |
| ----------------------------------------------------------------- | ----------------------------------------------------------------- | ----------------------------------------------------------------- | ----------------------------------------------------------------- | ----------------------------------------------------------------- |
| Parti                                                             | Parti                                                             | Candidat                                                          | Votes                                                             | %                                                                 |
|                                                                   | Démocrate                                                         | Teresa Leger Fernandez (sortante)                                 | 134 217                                                           | 58,2                                                              |
|                                                                   | Républicain                                                       | Alexis Martinez Johnson                                           | 96 565                                                            | 41,8                                                              |
| Total des votes                                                   | Total des votes                                                   | Total des votes                                                   | 230 782                                                           | 100%                                                              |
|                                                                   | Les Démocrates conservent                                         |                                                                   |                                                                   |                                                                   |

### 2024
| Primaire Démocrate de 2024 du 3e district congressionnel du Nouveau-Mexique | Primaire Démocrate de 2024 du 3e district congressionnel du Nouveau-Mexique | Primaire Démocrate de 2024 du 3e district congressionnel du Nouveau-Mexique | Primaire Démocrate de 2024 du 3e district congressionnel du Nouveau-Mexique | Primaire Démocrate de 2024 du 3e district congressionnel du Nouveau-Mexique |
| --------------------------------------------------------------------------- | --------------------------------------------------------------------------- | --------------------------------------------------------------------------- | --------------------------------------------------------------------------- | --------------------------------------------------------------------------- |
| Parti                                                                       | Parti                                                                       | Candidat                                                                    | Votes                                                                       | %                                                                           |
|                                                                             | Démocrate                                                                   | Teresa Leger Fernandez (sortante)                                           | 46 008                                                                      | 100%                                                                        |

| Primaire Républicaine de 2024 du 3e district congressionnel du Nouveau-Mexique | Primaire Républicaine de 2024 du 3e district congressionnel du Nouveau-Mexique | Primaire Républicaine de 2024 du 3e district congressionnel du Nouveau-Mexique | Primaire Républicaine de 2024 du 3e district congressionnel du Nouveau-Mexique | Primaire Républicaine de 2024 du 3e district congressionnel du Nouveau-Mexique |
| ------------------------------------------------------------------------------ | ------------------------------------------------------------------------------ | ------------------------------------------------------------------------------ | ------------------------------------------------------------------------------ | ------------------------------------------------------------------------------ |
| Parti                                                                          | Parti                                                                          | Candidat                                                                       | Votes                                                                          | %                                                                              |
|                                                                                | Républicain                                                                    | Sharon E. Clahchischilliage                                                    | 24 959                                                                         | 100%                                                                           |

| Élection de 2024 du 3e district congressionnel du Nouveau-Mexique | Élection de 2024 du 3e district congressionnel du Nouveau-Mexique | Élection de 2024 du 3e district congressionnel du Nouveau-Mexique | Élection de 2024 du 3e district congressionnel du Nouveau-Mexique | Élection de 2024 du 3e district congressionnel du Nouveau-Mexique |
| ----------------------------------------------------------------- | ----------------------------------------------------------------- | ----------------------------------------------------------------- | ----------------------------------------------------------------- | ----------------------------------------------------------------- |
| Parti                                                             | Parti                                                             | Candidat                                                          | Votes                                                             | %                                                                 |
|                                                                   | Démocrate                                                         | Teresa Leger Fernandez (sortante)                                 | TBD                                                               | TBD                                                               |
|                                                                   | Républicain                                                       | Alexis Martinez Johnson                                           | TBD                                                               | TBD                                                               |
| Total des votes                                                   | Total des votes                                                   | Total des votes                                                   | TBD                                                               | 100%                                                              |
|                                                                   |                                                                   |                                                                   |                                                                   |                                                                   |